# إسلام العزازي
إسلام العزازي هو مصور فوتوغرافي ومصمم جرافيك ومخرج أفلام مقيم في القاهرة بمصر.
عمل في شركة مسرح الورشة  حيث عمل على تدريب الممثلين وعمل على التصوير الفوتوغرافي وتصوير الإنتاج المسرحي.
وهو عضو مؤسس في مجموعة الإنتاج السينمائي المستقلة "SEMAT"  والتي من خلالها أتيحت له الفرصة ليكون مسؤولاً عن ورشتي عمل لصناعة الأفلام في الإسكندرية بالتعاون مع المركز اليسوعي الثقافي هناك. أسفرت ورش العمل عن إطلاق 16 فيلمًا قصيراً و 17 مخرجًاً جديدًا.
أسس في عام 2007 شركة إنتاج جديدة "WIKA" مع ثلاثة صانعي أفلام آخرين.

## الأفلام
- 1992 آذار (كاتب، مخرج)، 3 دقائق.
- 1993 الخرز (كاتب، مخرج)، بناء على رواية الأحمق لدوستويفسكي، 18 دقيقة.
- 1994مدينة يسكنها الظلال فيلم وثائقي عن واحة سيوة بالاشتراك مع الشاعر علاء خالد (منتج ، محرر، ومخرج)، 20 دقيقة.
- 2001 صور الفيوم فيلم وثائقي عن اللوحات الجنائزية القديمة في الفيوم (كاتب ومخرج)، 24 دقيقة.
- 2003 اتحكم في عينيك، فيلم وثائقي عن برلين (منتج، محرر، ومخرج)، 45 دقيقة.
- 2006 نهار وليل (كاتب، مخرج)، 34 دقيقة.
- 2011 جمعة الغضب من الذاكرة الشعورية، فيلم وثائقي قصير
- 2012 "نسخة عمل" ، نسخة تجريبية 16 مم بالصوت والألوان والأبيض والأسود

## الجوائز
- أفضل فيلم وثائقي (مهرجان الصاوي للأفلام الوثائقية - القاهرة 2006) غن اتحكم في عينينك
- أفضل إنتاج ( ملتقى القاهرة الثاني عام 2006) عن فيلم نهار ولليل.
- أفضل فيلم (مهرجان الصاوي للفيلم القصير - القاهرة 2007) عن فيلم نهار ولليل.

## المهرجانات
- مهرجان الاتحاد الأوروبي السينمائي الثاني - القاهرة 2006
- كرفان - القاهرة 2006
- ملتقى القاهرة السينمائي الثاني - القاهرة 2006
- مهرجان روتردام للفيلم العربي 2006 - اختيار رسمي
- مهرجان FIPA السينمائي 2006 - اختيار رسمي
- مهرجان الصاوي للفيلم القصير - القاهرة 2007
- المهرجان القومي للسينما المصرية 2007
- مهرجان سينما ايست CinemaEast السينمائي - نيويورك 2007
- مهرجان الفيلم العربي السنوي الحادي عشر 2007 (سان فرانسيسكو - لوس أنجلوس)

## روابط خارجية
- https://vimeo.com/user6532019
- http://studio75.org.uk/cinephoto/cinephoto.html